# Electrónica (género musical)
Se conoce como electrónica a un conjunto de géneros musicales de música electrónica contemporánea orientados mayormente a la escucha, más que al baile. Esto los distingue generalmente de la música electrónica de baile (EDM por sus siglas en inglés), pero el género está imprecisamente definido y tiene distintas interpretaciones en diferentes regiones y períodos de tiempo.
La electrónica ha crecido comercialmente y llegado a  crear grabaciones crossover. Los sonidos electrónicos llegaron a ser la base de una buena porción de la música popular a finales de los 40 e inicios de los 50, teniendo como base y pionera al grupo alemán Kraftwerk y se convirtieron en clave para los sonidos metal y rock de los 60. Desde entonces muchos artistas de la música popular han adoptado varios elementos de la electrónica moderna en sus composiciones.

## Definiciones
En América del Norte se usó "electrónica" como un término general, compaginando géneros como el techno, big beat, drum and bass, trip hop, downtempo y ambient adoptándolo para discográficas más bien indies o alternativas fuera del contexto rave, pero también se usó en las discográficas mayores como opción comercial para la música alternativa. Hacia los años 2010 la industria de la música poco a poco fue abandonando la "electrónica" y se enfocó en la música "EDM" gracias a los numerosos y grandes festivales de esta y a la particular aceptación y popularización de géneros post-rave como el electro house y el dubstep, sin embargo electrónica ya ha sido categorizada como un tipo de música para cualquier ámbito, últimamente ha retornado su popularidad.

## Historia
El término "electrónica" surgió a finales de los 70, teniendo como pionera el grupo alemán Kraftwerk cómo la descripción de có cada vez más mainstream y así la electrónica rápidamente comenzó a influir en los nacientes estilos de esta cómo en el house o el techno. Hacia los 90 se usó para definir una variedad de géneros fuera de la escena rave y con menos impacto en la cultura, y hacia el 2000 el término "electrónica" en 2010 empezó a usarse para un tipo de música electrónica más bien tradicional y también sirvió para impulsar la llegada a lo mainstream del EDM.

## Efecto en la cultura popular
Gracias a la aceptación de la "electrónica" como un género "mainstream" a través de diversos artistas de la cultura pop, estos además han impulsado el crecimiento de la música electrónica hacia lo "mainstream"; sin embargo algunas representaciones de esta todavía se mantienen cercanas a la cultura indie o underground, mientras que también ha influido en géneros musicales populares que van desde el rock al hip hop. Así también como género se mantiene muy ecléctica e influyente la música EDM de ahora. Numerosos artistas que van desde Madonna a Jay-Z han usado elementos de la electrónica en sus composiciones, que influyen en géneros tales como el pop y el hip-hop, con el cual también se ha combinado numerosas veces y finalmente culminando con la creación del "electro-hop" . En el pop influenció más tempranamente creando el "electropop" en los 80, el estilo que probablemente hizo que actualmente la música electrónica sea tan popular.